# Distretto di Buzi
Il distretto di Buzi è un distretto del Mozambico, facente parte della Provincia di Sofala.

## Suddivisioni amministrative
Il distretto è suddiviso in tre sottodistretti amministrativi (posti amministrativi):
- Buzi
- Estaquinha
- Sofala